# Mijnenstelsel

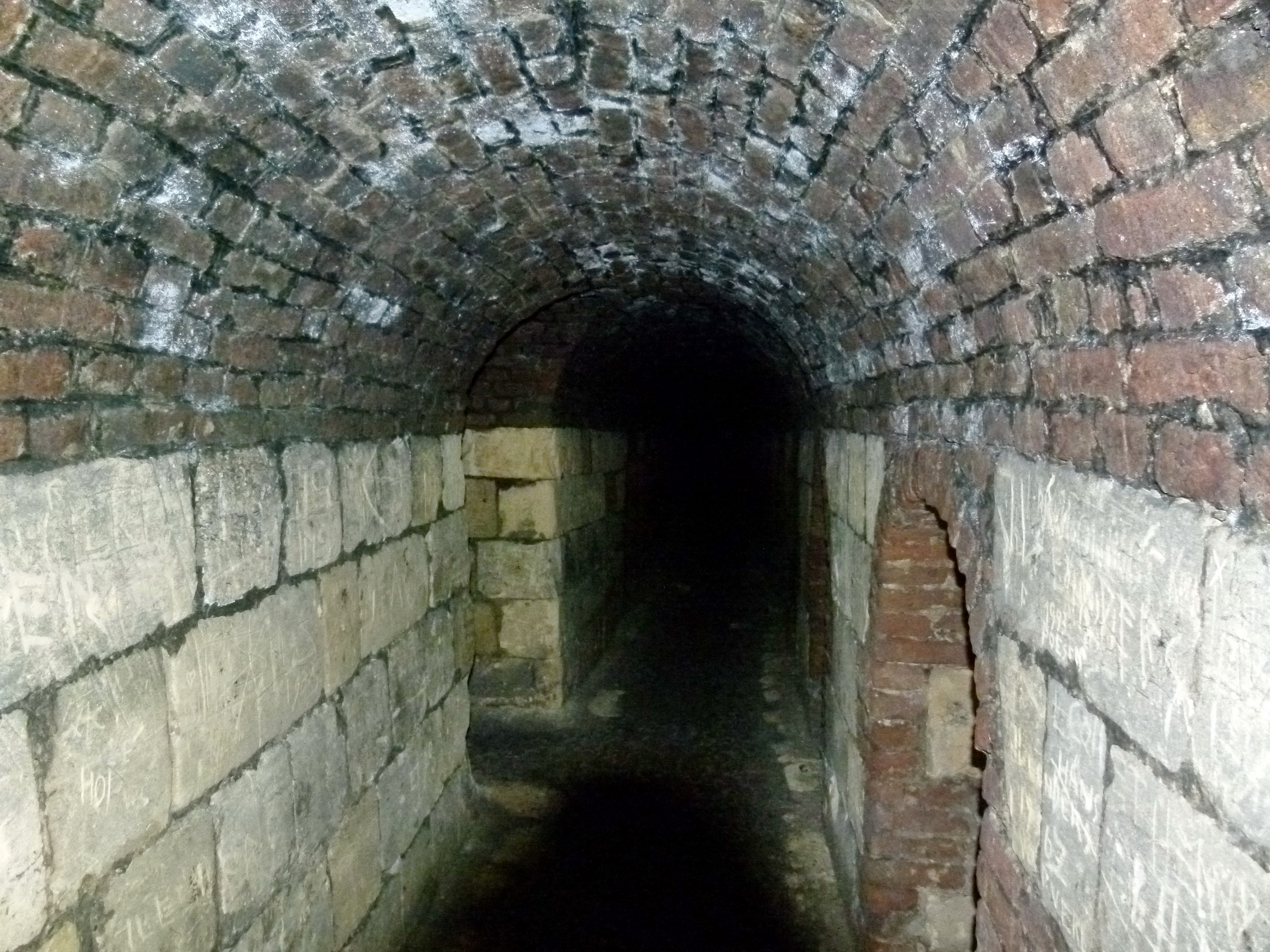
Mijngalerij en dwarsgalerij in de Hoge Fronten, Maastricht. Rechts een amorce

Een mijnenstelsel of tegenmijnenstelsel is in de vestingbouw een samenstel van tunnels en ondergrondse ruimtes, bedoeld om vijandelijke naderingsmijnen te bestrijden. Het aanleggen van mijnen en tegenmijnen wordt mineren genoemd.
Mijnenstelsels bestaan uit ondergrondse mijngalerijen, die soms gegroepeerd zijn rondom een kapel, een ronde, overkoepelde ruimte. De mijngalerijen geven toegang tot mijnkamers of fourneaus, waar de mijnen (ladingen springstof) tot ontploffing gebracht worden. Soms worden de mijngangen zelf ook aangeduid als mijnen. De gangen en dwarsgangen doen tevens dienst als luistergalerijen of écoutes, om de vijandelijke mineerwerkzaamheden te beluisteren. In de galerijmuren zijn op regelmatige afstanden (ca. 1 m) uitsparingen (amorces) aangebracht, die het mogelijk maken op elk punt een snelle doorbraak door de galerijmuur te maken om een nieuwe dwarsgalerij richting de vijand te maken.
Een van de grootste mijnenstelsels bevindt zich in de Rots van Gibraltar. In Nederland zijn mijnenstelsels bewaard gebleven onder andere in Bergen op Zoom, Grave en Maastricht (daar ten onrechte aangeduid als "kazematten").